# Claudia Marsani
Claudia Marsani, née le 5 février 1959 à Nairobi dans le comté de Nairobi au Kenya, est une actrice italienne.

## Biographie
Auteure d'une éphémère carrière, elle a remporté le ruban d'argent de la meilleure actrice débutante en 1975 pour son premier rôle au cinéma dans le drame Violence et Passion (Gruppo di famiglia in un interno) de Luchino Visconti.
Miss Teenager 1973, Claudia Marsani débute au cinéma en 1974 dans le drame Violence et Passion (Gruppo di famiglia in un interno) de Luchino Visconti aux côtés des acteurs Burt Lancaster, Helmut Berger, Silvana Mangano et Stefano Patrizi. Elle remporte pour ce premier rôle au cinéma le ruban d'argent de la meilleure actrice débutante en 1975.
La même année, elle est à l'affiche du néo-polar italien Vai gorilla de Tonino Valerii et tient un rôle récurrent dans la mini-série La Signora Ava d'Antonio Calenda réalisé d'après le roman éponyme de l'écrivain italien Francesco Jovine. En septembre, elle fait la couverture de l'édition italienne du magazine Playboy.
En 1976, elle joue dans la comédie fantastique L'Ordinateur des pompes funèbres (Caccia al montone) de Gérard Pirès adapté du roman du même nom écrit par le romancier américain Walter Kempley. Elle tient enfin un dernier rôle au cinéma dans le drame érotique Scandalo de Salvatore Samperi aux côtés de Lisa Gastoni et Franco Nero.

## Filmographie

### Cinéma
- 1974 : Violence et Passion (Gruppo di famiglia in un interno) de Luchino Visconti : Lietta Brumonti
- 1975 : Profession garde du corps (Vai gorilla) de Tonino Valerii : Vera Sampioni
- 1976 : L'Ordinateur des pompes funèbres (Caccia al montone) de Gérard Pirès : Virginia
- 1976 : Scandalo de Salvatore Samperi : Justine

### Télévision
- 1975 : La signora Ava d'Antonio Calenda (Série TV) : Antonietta De Risio
- 1978 : Giorno segreto (Série TV)

## Distinctions
- Miss Teenager 1973.
- Ruban d'argent de la meilleure actrice débutante en 1975 pour Violence et Passion (Gruppo di famiglia in un interno).

## Source
- (en) Roberto Curti et Noël Burch, Tonino Valerii : The Films, Jefferson, McFarland, 2016, 278 p. (ISBN 978-1-4766-6468-2, lire en ligne), p. 214.